# Spitzencluster-Wettbewerb
Der Spitzencluster-Wettbewerb ist ein vom Bundesministerium für Bildung und Forschung veranstalteter Wettbewerb, in dessen Folge gekürte Cluster öffentlich gefördert werden.
Cluster vernetzen Unternehmen, Hochschulen, Forschungseinrichtungen und weitere Akteure einer Region.
Es gab bisher drei Wettbewerbsrunden (Stand: November 2015), in denen jeweils fünf Cluster als Spitzencluster ausgezeichnet wurden und jeweils bis zu 40 Millionen Euro Fördergeld über einen Zeitraum von fünf Jahren zugesprochen bekamen. Insgesamt erhalten die 15 geförderten Spitzencluster 600 Millionen Euro.
Die Cluster mussten eine Jury durch ihre strategischen Konzepte, ihre Leistungsfähigkeit und die maßgebliche finanzielle Einbindung von Wirtschaft und privaten Investoren überzeugen.
Der Spitzencluster-Wettbewerb ist neben der Exzellenzinitiative und dem Pakt für Forschung und Innovation die dritte wesentliche Maßnahme des Bundesministeriums für Bildung und Forschung, um die Leistungsfähigkeit des deutschen Wissenschaftssystems zu stärken und Deutschland als Wissenschaftsstandort attraktiv zu machen.

## Zielsetzung und Förderung
Das Bundesministerium für Bildung und Forschung hat in den Förderrichtlinien unter anderem die Zielsetzung und die Kriterien des Wettbewerbs sowie die Rahmenbedingungen der Förderung festgelegt.
Die Cluster sollen ein herausragendes Kompetenzprofil mit hoher Innovationsfähigkeit entwickeln und sichern. Ein wichtiges Ziel ist dabei auch die internationale Netzwerkbildung und Kooperation; auch die Ansiedlung ausländischer Unternehmen soll gefördert werden. Weiteres Ziel ist die Entwicklung und Erprobung innovativer Kooperationsformen zwischen Wissenschaft und Wirtschaft. Auch sollen die Cluster durch gezielte Nachwuchsförderung und praxisnahe Qualifizierung Personal für die Region bereitstellen.
Die Cluster beschreiben in einer Strategie, wie sie diese Ziele erfüllen wollen. Gefördert werden dann Projekte der Clustermitglieder, maßgeblich zur Umsetzung dieser Strategie beitragen.
In der Regel werden Projekte von Unternehmen mit 50 % der Kosten gefördert; die beteiligten Unternehmen bringen also selbst noch einmal eigene finanzielle Mittel in Höhe der staatlichen Förderung ein. Projekte von Hochschulen können bis zu 100 % gefördert werden.
Die übergreifende Betreuung des Spitzencluster-Wettbewerbs übernimmt der Projektträger Jülich.

## Geförderte Spitzencluster

### Erste Wettbewerbsrunde
- BioRN – Der Biotechnologie-Cluster Zellbasierte & Molekulare Medizin in der Metropolregion Rhein-Neckar (im Raum Heidelberg, Mannheim, Ludwigshafen, Darmstadt)
- Cool Silicon – Energieeffiziente Informations- und Kommunikationstechnologien (IKT) durch Mikro- und Nanotechnologie in der Region um Dresden, Chemnitz
- Forum Organic Electronics in der Metropolregion Rhein-Neckar
- Hamburg Aviation
- Solarvalley Mitteldeutschland (Sachsen, Sachsen-Anhalt, Thüringen)

### Zweite Wettbewerbsrunde
- EffizienzCluster LogistikRuhr
- Medical Valley Europäische Metropolregion Nürnberg
- MicroTEC Südwest (Baden-Württemberg)
- Münchner Biotech Cluster – m4
- Software-Cluster in der Region um Darmstadt, Walldorf, Kaiserslautern, Karlsruhe, Saarbrücken

### Dritte Wettbewerbsrunde
- BioEconomy Cluster in der Region Sachsen-Anhalt, Sachsen
- Cluster für Individualisierte ImmunIntervention (Ci3) in der Rhein-Main-Region (Rheinland-Pfalz, Hessen, Baden-Württemberg)
- Elektromobilität Süd-West in der Region Karlsruhe, Mannheim, Stuttgart und Ulm
- it’s OWL – Intelligente Technische Systeme Ostwestfalen-Lippe, Nordrhein-Westfalen
- MAI Carbon für kohlenstofffaserverstärkte Kunststoffe (CFK) im Drei-Städte-Eck München – Augsburg – Ingolstadt